# Ruta Provincial 23 (Buenos Aires)
La Ruta Provincial 23 es una carretera pavimentada de 34 km de extensión ubicada en el Gran Buenos Aires, en el noreste de la provincia de Buenos Aires, en Argentina. El tramo entre la Avenida del Libertador (Ruta Provincial 27) y la actual Ruta Provincial 8 era la Ruta Nacional 202 cuya jurisdicción fue cediéndose por partes a la provincia de Buenos Aires, hasta que en el año 1997 la totalidad de la ruta fue transferida a la provincia, aunque coloquialmente a la totalidad de la ruta se la llama "Ruta 202"

## Características
Como se encuentra en el Gran Buenos Aires, esta ruta no se diferencia en la mayor parte de su recorrido de otras avenidas urbanas.
Esta carretera cruza varias rutas radiales, que son las que salen desde la Ciudad de Buenos Aires.
Está asfaltada en todo su recorrido. La obra más reciente fue la repavimentacion, ensanchado, construcción de plazoletas divisorias e iluminado del sector comprendido entre el cruce con el Acceso Oeste, en Moreno, y el cruce con la Av. Gaspar Campos, en San Miguel. Casi al mismo tiempo se construyó un paso bajo nivel en las cercanías de la Estación Don Torcuato, del FC Gral Belgrano, y una rotonda en el cruce con el camino Bancalari-Nordelta, en San Fernando.
La ruta es casi totalmente doble mano, exceptuando el tramo de la Av. Libertador entre el Acceso Oeste y la Estación Moreno, en donde la ruta es mano hacia esta última, siendo la calle España su contracarril paralela.

## Localidades
A continuación se enumeran las localidades servidas por esta ruta.
- Partido de San Fernando: San Fernando de la Buena Vista, Virreyes y Victoria.
- Partido de Tigre: Don Torcuato.
- Límite entre el Partido de San Miguel (al sudeste) y el partido de Malvinas Argentinas (al noroeste): Campo de Mayo (al sudeste), Ingeniero Adolfo Sourdeaux, Villa de Mayo y Los Polvorines (al noroeste).
- Partido de San Miguel: San Miguel y Santa María.
- Partido de Moreno: Trujui y Moreno.

## Recorrido
En el siguiente esquema, se muestran los principales cruces de esta ruta con calles, avenidas, autopistas y ferrocarriles. También se indica el sentido de circulación, el kilometraje, estaciones de servicio y accesos en detalle.
|  |  | CONTg |

|  | CONTgq | KRZ | STRq |  |

|  | STRq | KRZ | CONTfq |  |

|  |  | STR + CONTf |

|  | BAHN | SKRZ-Gu |  |  |

|  | STRq | KRZ | CONTfq |  |

|  |  | STR |

|  | ABZq+r | KRZ | STRq |  |

|  | PET | TEEeq |  |  |

|  |  | STR |

|  | lNAT | STR |  |  |

|  | STRq | KRZ | STRq |  |

|  |  | STR |

|  |  | TEEaq | PET |  |

| CONTgq | ABZq+l | KRZ | ABZql + ABZq+r | STRq |

| RMCONTgq | ABZr+r + RMq | SKRZ-Mu | ABZl+l + RMq | RMCONTfq |

| STRq | ABZql | KRZ | ABZqr + ABZq+r | CONTfq |

|  |  | MWPETr | BUILDING |  |

|  |  | RM |

|  | FLUG | RM |  |  |

|  |  | RM |

|  |  | RMTEEaq | RMq |  |

| lDAMPF |  | SKRZ-Moq |  |  |

|  |  | RM |

|  | RMq | MWNODE | RMq |  |

|  | BAHN | SKRZ-GBUE |  |  |

|  | WASSERq | RMoW2 | WASSERq |  |

|  |  | RM |

|  | PET | MWPARKlr | PET |  |

|  | RMq | RMIdu | RMq |  |

|  |  | MWPARKr | PET |  |

|  |  | MWRESTl |

|  | PET | TEEeq |  |  |

|  | ABZql | KRZ | STRq |  |

|  |  | STR |

|  |  | TEEaq | STRq |  |

|  |  | STR | CONTg |  |

|  | STRq | KRZ | TEEeq |  |

|  | STRq | KRZ | TEEeq |  |

|  |  | STR | STR |  |

|  |  | STR | TEEaq | BAHN |

|  | STRq | KRZ | ABZqr + ABZql | ABZq+r |

|  |  | TEEaq | PET | STR + CONTf |

|  | STRq | KRZ | ABZql | STRr |

| lDAMPF |  | SKRZ-Gu |  |  |

|  |  | STR | lNAT |  |

|  | STRq | TEEeq |  |  |

|  |  | STR | lNAT |  |

|  | STRq | TEEeq |  |  |

|  |  | STR | lNAT |  |

|  | STRq | TEEeq |  |  |

|  |  | STR | lNAT |  |

|  | ABZq+r | TEEeq |  |  |

|  | PET | TEEeq |  | lNAT |

|  |  | STR |

|  |  | ABZg+l | lNAT |  |

|  | PET | TEEeq |  | lNAT |

|  | STRq | TEEeq + BHF | lNAT |  |

|  |  | STR |

|  | STR+l | ABZgr | lNAT |  |

| BUILDING | ABZg+l | ABZg+r | BAHN |  |

| CONTgq | ABZql + ABZqr | KRZ + STRl+r | ABZql+r | CONTfq |

|  |  | TEEaq | PET |  |

| CONTg |  | STR |  |  |

| KRZ | STRq + CONTgq | KRZ | STRq |  |

| STR + CONTg |  | STR |  |  |

| KRZ | STRq + CONTgq | KRZ | STRq |  |

| STR + CONTg |  | STR | lNAT |  |

| KRZ | STRq + CONTfq | KRZ | CONTfq |  |

| SKRZ-Gu | RGq + BAHN | SKRZ-GBUE |  |  |

| KRZ | KRZ | KRZ | STRq |  |

| STR | STR + CONTf | STR |  |  |

| KRZ | KRZ | KRZ | STRq |  |

| STR | STR + CONTf | TEEaq | PET |  |

| KRZ | ABZql | KRZ | ABZqr | CONTfq |

| CONTf |  | MWPETl |  |  |

|  |  | RM |

|  | RMq | RMTEEeq |  |  |

|  |  | MWPETl |

|  | STRq | RMKRZ | STRq |  |

|  |  | MWPETl |

|  |  | RM |

|  |  | RMTEEaq | STRq |  |

|  | STRq | RMTEEeq |  |  |

|  |  | TEEaq | PET |  |

|  | STRq | KRZ | ABZql |  |

|  |  | STR |

|  |  | MWPARKr | BUILDING |  |

|  |  | RM |

|  |  | MWPETr |

|  |  | RM |

|  |  | MWPETl |

|  |  | MWPETr |

|  | WASSERq | RMoW2 | WASSERq |  |

|  |  | RMTEEaq | STRq |  |

|  |  | MWPETl |

|  |  | STR |

|  |  | TEEaq | PET |  |

|  |  | TEEaq | ABZql |  |

|  |  | STR |

|  | STRq | TEEeq |  |  |

|  |  | STR |

|  |  | TEEaq | PET |  |

|  | STR+l | ABZlr | STR+r |  |

| CONTgq | KRZ | STRq + CONTgq | KRZ + STR+r | ABZq+r |

| RMq | SKRZ-Mu | RMq | SKRZ-Mu | ABZl+l + RMq |

| ABZq+r | KRZ + STRl | ABZq+r | KRZ + STRr | ABZqr |

| PET | KRZ | PET | TEEeq |  |

|  | STR + CONTf |  | STR + CONTg |  |

| STRq | KRZ | STRq | KRZ | STRq |

|  | STR + CONTf |  | STR + CONTg |  |

| STRq | KRZ | STRq | KRZ | STRq |

|  | STR + CONTf | lNAT | STR + CONTg |  |

| STRq | ABZql | STRq + CONTfq | ABZql + ABZqr | ABZq+r |

|  |  |  |  | BAHN |

## Nomenclatura municipal
Debido a que esta carretera discurre por zonas urbanas, los diferentes municipios dieron nombres a esta ruta:
- Partido de Moreno:Calles España y Córdoba (hacia el norte)-Avenida del Libertador (hacia el sur)
- Partido de San Miguel:Avenida Papa Francisco (desde Límite con Moreno hasta Av. Gaspar Campos) - Avenida Ricardo Balbín (desde Av. Gaspar Campos hasta cruce con Ruta 8)
- Límite San Miguel-Malvinas Argentinas:Avenida General Juan Gregorio Lemos
- Partido de Tigre:Avenida Ángel Torcuato de Alvear

- Partido de San Fernando:Camino Bancalari-Avenida Hipólito Yrigoyen